# 杨迁
杨迁（1944年7月—），女，汉族，天津人，中华人民共和国政治人物，曾任河北省人民政府副省长，河北省政协副主席，第九届全国人大代表。